# Bahnstrecke Kostelec u Jihlavy–Telč
| Kursbuchstrecke (SŽ): | 227                  |                                              |                                              |
| Streckenlänge: | 23,468 km            |                                              |                                              |
| Spurweite: | 1435 mm (Normalspur) |                                              |                                              |
| Streckenklasse: | C2                   |                                              |                                              |
| Streckengeschwindigkeit: | 50 km/h              |                                              |                                              |
| |                      |                                              |                                              |
| \| \| \| von Veselí nad Lužnicí \| \| \| \| -0,074 \| Kostelec u Jihlavy früher Wolframs-Cejl \| Kostelec u Jihlavy früher Wolframs-Cejl \| \| \| \| nach Jihlava \| \| \| \| 3,571 \| Salavice früher Sollowitz-Jesowitz \| Salavice früher Sollowitz-Jesowitz \| \| \| 4,795 \| Jezdovice \| Jezdovice \| \| \| 7,523 \| Třešť früher Triesch \| Třešť früher Triesch \| \| \| 8,881 \| Třešť město \| Třešť město \| \| \| 10,895 \| Hodice früher Höditz \| Hodice früher Höditz \| \| \| 16,608 \| Sedlejov früher Sedlejow \| Sedlejov früher Sedlejow \| \| \| 19,472 \| Mysliboř früher Misliboř \| Mysliboř früher Misliboř \| \| \| 23,468 \| Telč früher Teltsch \| Telč früher Teltsch \| \| \| \| nach Slavonice (–Schwarzenau im Waldviertel) \| \| \| \| \| \| \| \| Quellen: [1][2][3] \| \| \| \| |                      |                                              |                                              |
| Strecke |                      | von Veselí nad Lužnicí                       | von Veselí nad Lužnicí                       |
| Bahnhof | -0,074               | Kostelec u Jihlavy früher Wolframs-Cejl      | Kostelec u Jihlavy früher Wolframs-Cejl      |
| Abzweig geradeaus und nach links |                      | nach Jihlava                                 | nach Jihlava                                 |
| Haltepunkt / Haltestelle | 3,571                | Salavice früher Sollowitz-Jesowitz           | Salavice früher Sollowitz-Jesowitz           |
| Haltepunkt / Haltestelle | 4,795                | Jezdovice                                    | Jezdovice                                    |
| Bahnhof | 7,523                | Třešť früher Triesch                         | Třešť früher Triesch                         |
| Haltepunkt / Haltestelle | 8,881                | Třešť město                                  | Třešť město                                  |
| Haltepunkt / Haltestelle | 10,895               | Hodice früher Höditz                         | Hodice früher Höditz                         |
| Bahnhof | 16,608               | Sedlejov früher Sedlejow                     | Sedlejov früher Sedlejow                     |
| Haltepunkt / Haltestelle | 19,472               | Mysliboř früher Misliboř                     | Mysliboř früher Misliboř                     |
| Bahnhof | 23,468               | Telč früher Teltsch                          | Telč früher Teltsch                          |
| Strecke |                      | nach Slavonice (–Schwarzenau im Waldviertel) | nach Slavonice (–Schwarzenau im Waldviertel) |
| |                      |                                              |                                              |
| Quellen: |                      |                                              |                                              |

Die Bahnstrecke Kostelec u Jihlavy–Telč ist eine Eisenbahnverbindung in Tschechien, die ursprünglich durch die landesgarantierte Lokalbahn Wolframs–Teltsch erbaut und betrieben wurde. Sie zweigt in Kostelec u Jihlavy (Wolframs) von der Bahnstrecke Veselí nad Lužnicí–Jihlava ab und führt nach Telč (Teltsch), wo sie in die Bahnstrecke Schwarzenau–Telč (Thayatalbahn) einmündet.

## Geschichte
Die Konzession wurde durch die Konzessionsurkunde vom 30. März 1897 erteilt. Am 13. August 1898 wurde die Strecke eröffnet. Den Betrieb führten die k.k. Staatsbahnen (kkStB) auf Rechnung der Lokalbahn Wolframs–Teltsch aus.

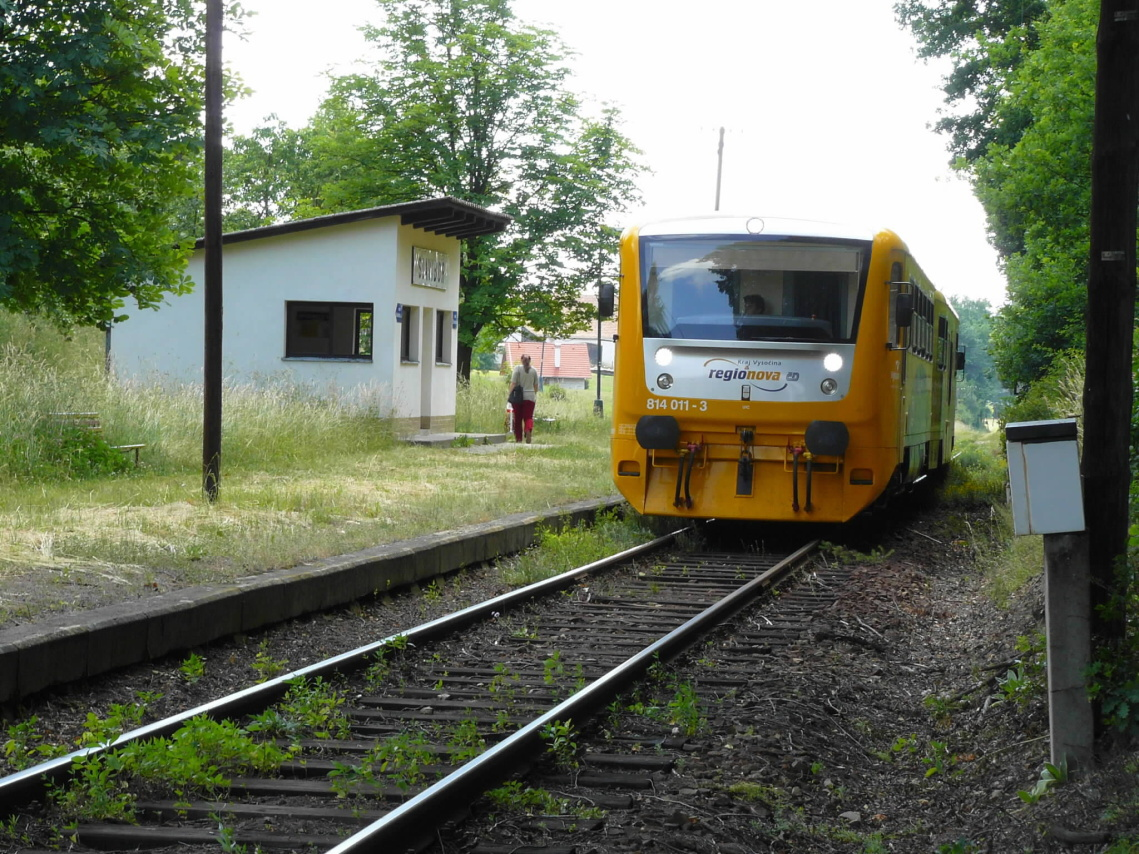
Personenzug am Haltepunkt Slaviboř (2006)

Am 12. Juli 1899 erhielt die Lokalbahn Wolframs–Teltsch auch die Konzession für die Fortführung der Strecke bis Zlabings. Am 7. September 1902 wurde dieser Abschnitt gemeinsam mit der anschließenden Strecke der Lokalbahn Schwarzenau–Zwettl in Richtung Schwarzenau (Thayatalbahn) eröffnet. Die Gesellschaft firmierte jedoch auch weiterhin mit dem bisherigen Namen  Lokalbahn Wolframs–Teltsch.
Der Fahrplan von 1912 verzeichnete drei durchlaufende gemischte Zugpaare 2. und. 3. Klasse zwischen Wolframs-Cejl und Schwarzenau. Ein weiteres Zugpaar bediente die Teilstrecke Wolframs-Cejl–Datschitz.
Nach dem Ersten Weltkrieg übernahmen die neu gegründeten Tschechoslowakischen Staatsbahnen (ČSD) die Betriebsführung von den kkStB. Am 1. Januar 1925 wurde die Lokalbahn Wolframs–Teltsch per Gesetz verstaatlicht und die Strecke wurde ins Netz der ČSD integriert.

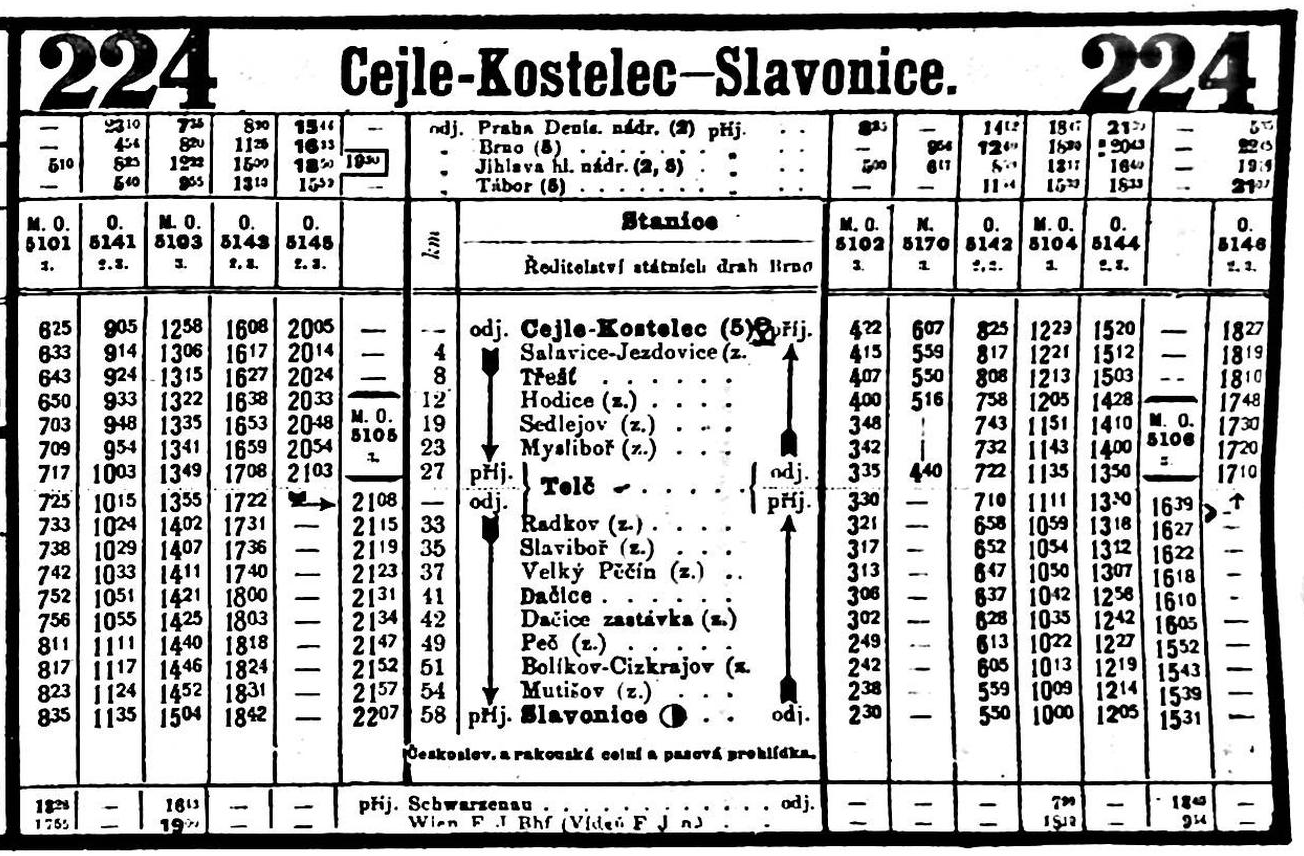
ČSD-Kursbuch 1929 Fahrplanbild 224

Am 1. Jänner 1993 ging die Strecke im Zuge der Dismembration der Tschechoslowakei an die neu gegründeten České dráhy (ČD) über. Seit 2003 gehört sie zum Netz des staatlichen Infrastrukturbetreibers Správa železniční dopravní cesty (SŽDC), heute: Správa železnic.
Die staatliche Infrastrukturverwaltung plant von Oktober 2026 bis Juni 2029 eine umfassende Erneuerung der Strecke, wofür zwei Milliarden Kronen investiert werden sollen. Nach Fertigstellung soll die Streckengeschwindigkeit von 50 auf 80 km/h angehoben werden. Die Bahnsteige erhalten eine einheitliche Systemhöhe von 550 mm über Schienenoberkante. Die Strecke soll zudem elektrifiziert und mit dem Zugbeeinflussungssystem ETCS Level 2 ausgerüstet werden. Nach Fertigstellung im Jahr 2029 sieht das Fahrplankonzept direkte Personenzüge in der Relation Havlíčkův Brod–Jihlava–Dačice město im Stundentakt vor. Jeder zweite Zug wird bis Slavonice durchgebunden, sodass dort ein Zweistundentakt entsteht.